# Jean Maurice Paul Jules de Noailles
Jean Maurice Paul Jules de Noailles, 6º Duca di Ayen, (Parigi, 18 settembre 1893 – Campo di concentramento di Bergen-Belsen, 14 aprile 1945), è stato un partigiano francese, duca di Ayen dal 1895 al 1945.
Grande sportivo, fu campione del mondo e molte volte campione in Francia di tiro al piccione, disciplina oggi vietata e sostituita dal tiro all'elica.
In quanto membro della resistenza francese durante la seconda guerra mondiale, fu arrestato dalla Gestapo il 22 gennaio 1942 a Parigi, in seguito ad una soffiata rimasta anonima. Dopo essere stato torturato ed internato alla sede della Gestapo in Avenue Foch e a Compiègne, venne successivamente deportato a Buchenwald, a Flossenbürg ed infine a Bergen-Belsen, dove morì pochi giorni prima della fine della guerra. I suoi resti non furono mai trovati

## Discendenza
Il duca di Ayen sposò Solange Marie Christine Louise de Labriffe (Amiens, 5 settembre 1898 - Parigi, 3 novembre 1976) a Parigi il 16 giugno 1919. La coppia ebbe due figli:
- Geneviève Hélène Anne Marie Yolande (Parigi, 28 giugno 1921 - 29 novembre 1998), che sposò Jean Gaston Amaury Raindre (Versailles, 9 gennaio 1924) a New York il 28 maggio 1947;
- Adrien Maurice Edmond Marie Camille (Parigi, 27 febbraio 1925 - Rupt-sur-Moselle, 9 ottobre 1944)[2].

Jean non sopravvisse al padre, così come il figlio diciannovenne Adrien. Alla morte del duca, il titolo passò quindi ad un suo cugino, François de Noailles, che fu anche il 9º duca di Noailles.